# Northampton County, Virginia
Northampton County är ett administrativt område i delstaten Virginia, USA, med 12 389 invånare. Den administrativa huvudorten (county seat) är Eastville.

## Geografi
Enligt United States Census Bureau har countyt en total area på 2 060 km². 537 km² av den arean är land och 1 523 km² är vatten.

### Angränsande countyn
- Accomack County - norr